# Праздники Украины
Праздники Украины (укр. Свята України) — официальные выходные дни, когда работодатели на Украине обязаны предоставить своим рабочим оплачиваемые выходные. Среди всех праздничных и памятных дней на Украине, в соответствии со статьей 73, Трудового Кодекса Украины утвержденного Верховной Радой Украины, по состоянию на 29 июля 2023 года 11 дней в году имеют официальный статус нерабочих дней. Ниже приведен полный список праздничных и нерабочих дней на Украине:

### Государственные праздники
| Дата празднования                   | Название по-русски | Официальное название (на государственном языке) | Дата введения | Выходной день | Нормативно-правовой акт | |
| ----------------------------------- | --- | --- | --- | --- | --- | --- |
| 1 января                            | Новый год | Новий рік | 23 декабря 1947 | + | Закон УССР № 322-VIII Архивная копия от 12 ноября 2017 на Wayback Machine, ст. 1 | |
| 8 марта                             | Международный женский день | Міжнародний жіночий день | 26 апреля 1965 | + | Закон УССР № 322-VIII Архивная копия от 12 ноября 2017 на Wayback Machine, ст. 1 | |
| (переходящий праздник, воскресенье) | Пасха | Великдень (Пасха) | 20 марта 1991 | + | Закон УССР № 871-XII Архивная копия от 12 ноября 2017 на Wayback Machine, ст. 73, ч. 1 | |
| 1 мая                               | День труда | День праці | 29 октября 1917 | + | Закон УССР № 322-VIII Архивная копия от 12 ноября 2017 на Wayback Machine, ст. 1; Закон Украины № 2211-VIII Архивная копия от 15 декабря 2017 на Wayback Machine | |
| 8 мая                               | День памяти и победы над нацизмом во Второй мировой войне 1939 – 1945 годов | День пам'яті та перемоги над нацизмом у Другій світовій війні 1939 – 1945 років | 12 июня 2023 | + | Закон Украины № 3107-IX | |
| (переходящий праздник, воскресенье) | Троица | Трійця | 20 марта 1991 | + | Закон УССР № 871-XII Архивная копия от 12 ноября 2017 на Wayback Machine, ст. 73, ч. 1 | |
| 28 июня                             | День Конституции Украины | День Конституції України | 28 июня 1996 | + | Закон Украины № 256/96-ВР Архивная копия от 4 октября 2018 на Wayback Machine | |
| 15 июля                             | День украинской государственности | День Української Державності | 14 июля 2023 | + | Закон Украины № 9431 | |
| 24 августа                          | День независимости Украины | День незалежності України | 5 июня 1992 | + | Закон Украины № 2417-XII Архивная копия от 11 ноября 2017 на Wayback Machine | |
| 1 октября                           | День защитников и защитниц Украины | День захисників і захисниць України | 14 июля 2023 | + | Закон Украины № 9431 | |
| 25 декабря                          | Рождество Христово | Різдво Христове | 16 ноября 2017 | + | Закон Украины № 2211-VIII Архивная копия от 15 декабря 2017 на Wayback Machine | |
| Примечание                          | До 1 июня 1972 года (вступления в действие Кодекса законов о труде УССР в соответствии с Законом УССР № 322-VIII Архивная копия от 12 ноября 2017 на Wayback Machine, ст. 1) на территории УССР действовали Основы законодательства о труде СССР и союзных республик, принятые Указом Президиума Верховного Совета СССР от 30 ноября 1970 года. | До 1 июня 1972 года (вступления в действие Кодекса законов о труде УССР в соответствии с Законом УССР № 322-VIII Архивная копия от 12 ноября 2017 на Wayback Machine, ст. 1) на территории УССР действовали Основы законодательства о труде СССР и союзных республик, принятые Указом Президиума Верховного Совета СССР от 30 ноября 1970 года. | До 1 июня 1972 года (вступления в действие Кодекса законов о труде УССР в соответствии с Законом УССР № 322-VIII Архивная копия от 12 ноября 2017 на Wayback Machine, ст. 1) на территории УССР действовали Основы законодательства о труде СССР и союзных республик, принятые Указом Президиума Верховного Совета СССР от 30 ноября 1970 года. | До 1 июня 1972 года (вступления в действие Кодекса законов о труде УССР в соответствии с Законом УССР № 322-VIII Архивная копия от 12 ноября 2017 на Wayback Machine, ст. 1) на территории УССР действовали Основы законодательства о труде СССР и союзных республик, принятые Указом Президиума Верховного Совета СССР от 30 ноября 1970 года. | До 1 июня 1972 года (вступления в действие Кодекса законов о труде УССР в соответствии с Законом УССР № 322-VIII Архивная копия от 12 ноября 2017 на Wayback Machine, ст. 1) на территории УССР действовали Основы законодательства о труде СССР и союзных республик, принятые Указом Президиума Верховного Совета СССР от 30 ноября 1970 года. | До 1 июня 1972 года (вступления в действие Кодекса законов о труде УССР в соответствии с Законом УССР № 322-VIII Архивная копия от 12 ноября 2017 на Wayback Machine, ст. 1) на территории УССР действовали Основы законодательства о труде СССР и союзных республик, принятые Указом Президиума Верховного Совета СССР от 30 ноября 1970 года. |

### Бывшие государственные праздники
| Дата празднования | Название по-русски | Официальное название (на государственном языке) | Дата введения | Дата исключения | Нормативно-правовые акты | Пояснения |
| ----------------- | --- | --- | --- | --- | --- | --- |
| 7 января          | Рождество Христово | Різдво Христове | 20 марта 1991 | 30 июля 2023 | Закон УССР № 871-XII Архивная копия от 12 ноября 2017 на Wayback Machine, ст. 73, ч. 1 (введение), Закон Украины № 3258-IX (отмена) | Праздник отменен из-за перехода на григорианский календарь Православной церкви Украины, Украинской греко-католической церкви и протестантских церквей. |
| 2 мая             | День международной солидарности трудящихся (2-й день) | День міжнародної солідарності трудящих | 30 июля 1928 | 16 ноября 2017 | Закон Украины № 2211-VIII Архивная копия от 15 декабря 2017 на Wayback Machine (отмена) | Праздник переименован. Выходным остался день 1 мая. |
| 9 мая             | День победы над нацизмом во Второй мировой войне | День перемоги над нацизмом у Другій світовій війні | 24 марта 2015 | 29 мая 2023 | Закон Украины № 315-VIII (введение), Закон Украины № 3107-IX (отмена) | Праздник был заменен День памяти и победы над нацизмом во Второй мировой войне 1939 – 1945 годов |
| 16 июля           | День независимости Украины | День незалежності України | 18 июня 1991 | 5 июня 1992 | Закон УССР № 1205-XII Архивная копия от 11 ноября 2017 на Wayback Machine (введение), Закон Украины № 2417-XII Архивная копия от 11 ноября 2017 на Wayback Machine (отмена) | Впервые День независимости Украины был отмечен 16 июля 1991 года — в память о том, что годом ранее — 16 июля 1990 года — Верховный совет УССР принял Декларацию о государственном суверенитете Украины. Также 16 июля 1990 года Верховный совет УССР принял постановление «О Дне провозглашения независимости Украины». Дата празднования перенесена из-за принятия 24 августа 1991 года Акта провозглашения независимости Украины. |
| 28 июля           | День украинской государственности | День Української Державності | 31 мая 2022 | 30 июля 2023 | Закон Украины № 2295-IX (введение), Закон Украины № 3258-IX (отмена) | Дата празднования перенесена из-за перехода на григорианский календарь Православной церкви Украины, Украинской греко-католической церкви и протестантских церквей. |
| 14 октября        | День защитников и защитниц Украины | День захисників і захисниць України | 5 марта 2015 | 30 июля 2023 | Закон Украины № 238-VIII Архивная копия от 11 ноября 2017 на Wayback Machine, ч. I (введение), Закон Украины № 3258-IX (отмена) | Дата празднования перенесена из-за перехода на григорианский календарь Православной церкви Украины, Украинской греко-католической церкви и протестантских церквей. |
| 7 ноября—8 ноября | Годовщина Великой Октябрьской социалистической революции | Річниця Великої Жовтневої соціалістичної революції | 10 декабря 1918; 30 июля 1928 | 1 февраля 2000 | Закон Украины № 1421-XIV Архивная копия от 11 ноября 2017 на Wayback Machine (отмена) | |
| Примечание        | До 1 июня 1972 года (вступления в действие Кодекса законов о труде УССР в соответствии с Законом УССР № 322-VIII Архивная копия от 12 ноября 2017 на Wayback Machine, ст. 1) на территории УССР действовали Основы законодательства о труде СССР и союзных республик, принятые Указом Президиума Верховного Совета СССР от 30 ноября 1970 года. | До 1 июня 1972 года (вступления в действие Кодекса законов о труде УССР в соответствии с Законом УССР № 322-VIII Архивная копия от 12 ноября 2017 на Wayback Machine, ст. 1) на территории УССР действовали Основы законодательства о труде СССР и союзных республик, принятые Указом Президиума Верховного Совета СССР от 30 ноября 1970 года. | До 1 июня 1972 года (вступления в действие Кодекса законов о труде УССР в соответствии с Законом УССР № 322-VIII Архивная копия от 12 ноября 2017 на Wayback Machine, ст. 1) на территории УССР действовали Основы законодательства о труде СССР и союзных республик, принятые Указом Президиума Верховного Совета СССР от 30 ноября 1970 года. | До 1 июня 1972 года (вступления в действие Кодекса законов о труде УССР в соответствии с Законом УССР № 322-VIII Архивная копия от 12 ноября 2017 на Wayback Machine, ст. 1) на территории УССР действовали Основы законодательства о труде СССР и союзных республик, принятые Указом Президиума Верховного Совета СССР от 30 ноября 1970 года. | До 1 июня 1972 года (вступления в действие Кодекса законов о труде УССР в соответствии с Законом УССР № 322-VIII Архивная копия от 12 ноября 2017 на Wayback Machine, ст. 1) на территории УССР действовали Основы законодательства о труде СССР и союзных республик, принятые Указом Президиума Верховного Совета СССР от 30 ноября 1970 года. | До 1 июня 1972 года (вступления в действие Кодекса законов о труде УССР в соответствии с Законом УССР № 322-VIII Архивная копия от 12 ноября 2017 на Wayback Machine, ст. 1) на территории УССР действовали Основы законодательства о труде СССР и союзных республик, принятые Указом Президиума Верховного Совета СССР от 30 ноября 1970 года.                                                                                     |

### Рабочие дни
| Дата празднования                              | Название по-русски                                       | Официальное название (на государственном языке)          | Дата введения   | Дата исключения | Нормативно-правовой акт | Пояснения |
| ---------------------------------------------- | -------------------------------------------------------- | -------------------------------------------------------- | --------------- | --------------- | --- | --- |
| 22 января                                      | День соборности Украины                                  | День соборності України                                  | 21 января 1999  | 30 декабря 2011 | Указ президента Украины № 42/99 Архивная копия от 1 декабря 2017 на Wayback Machine (введение), Указ президента Украины № 1209/2011 Архивная копия от 1 декабря 2017 на Wayback Machine (исключение)     | посвящён Акту воссоединения Украинской народной республики (УНР) и Западно-Украинской народной республики (ЗУНР). |
| 22 января                                      | День соборности Украины                                  | День соборності України                                  | 13 ноября 2014  | празднуется     | Указ президента Украины № 871/2014 Архивная копия от 1 декабря 2017 на Wayback Machine | посвящён Акту воссоединения Украинской народной республики (УНР) и Западно-Украинской народной республики (ЗУНР). |
| 23 февраля                                     | День защитника Отечества                                 | День захисника Вітчизни                                  | 23 февраля 1999 | 14 октября 2014 | Указ президента Украины № 202/99 Архивная копия от 1 декабря 2017 на Wayback Machine (введение), Указ Президента Украины № 806/2014 Архивная копия от 2 марта 2016 на Wayback Machine (исключение)       | упразднён в связи с введением Дня защитника Украины сначала Указом президента без предоставления выходного дня, а затем государственного праздника с предоставлением оного (в 2021 году переименован в День защитников и защитниц Украины). |
| 9 мая                                          | День Европы                                              | День Європи                                              | 8 мая 2023      | празднуется     | Указ президента Украины № 266/2023 Архивная копия от 8 мая 2023 на Wayback Machine | посвящён памяти погибших во Второй мировой войне, а также европейским ценностям, основанию Европейского Союза и евроинтеграции Украины. |
| (переходящий праздник, второе воскресенье мая) | День матери                                              | День матері                                              | 10 мая 1999     | празднуется     | Указ президента Украины № 489/99 Архивная копия от 1 декабря 2017 на Wayback Machine | |
| (переходящий праздник, третья суббота мая)     | День Европы                                              | День Європи                                              | 19 апреля 2003  | 8 мая 2023      | Указ президента Украины № 339/2003 Архивная копия от 23 ноября 2017 на Wayback Machine | |
| 22 июня                                        | День скорби и увековечения памяти жертв войны на Украине | День скорботи і вшанування пам’яті жертв війни в Україні | 17 ноября 2000  | празднуется     | Указ президента Украины № 1245/2000 Архивная копия от 1 декабря 2017 на Wayback Machine | введён к 60-летней годовщине начала Великой Отечественной войны 1941—1945 гг. |
| 23 августа                                     | День государственного флага                              | День Державного Прапора України                          | 23 августа 2004 | празднуется     | Указ президента Украины № 987/2004 Архивная копия от 1 декабря 2017 на Wayback Machine | посвящён государственному флагу Украины. |
| 21 сентября                                    | День мира                                                | День миру                                                | 5 февраля 2002  | празднуется     | Указ президента Украины № 100/2002 | |
| 28 октября                                     | День освобождения Украины от фашистских захватчиков      | День визволення України від фашистських загарбників      | 20 октября 2009 | празднуется     | Указ президента Украины № 836/2009 Архивная копия от 1 декабря 2017 на Wayback Machine | посвящён изгнанию Красной армией войск нацистской Германии и её союзников с территории Украинской ССР во время Великой Отечественной войны.                                                                                                 |
| 21 ноября                                      | День достоинства и свободы                               | День Гідності та Свободи                                 | 13 ноября 2014  | празднуется     | Указ президента Украины № 872/2014 Архивная копия от 1 декабря 2017 на Wayback Machine | в честь начала двух революций — Оранжевой революции и Революции достоинства. Является преемником государственного праздника День свободы.                                                                                                   |
| 22 ноября                                      | День свободы                                             | День Свободи                                             | 19 ноября 2005  | 30 декабря 2011 | Указ президента Украины № 1619/2005 Архивная копия от 1 декабря 2017 на Wayback Machine (введение), Указ президента Украины № 1209/2011 Архивная копия от 1 декабря 2017 на Wayback Machine (исключение) | упразднён в связи с введением Дня достоинства и свободы. |
| 6 декабря                                      | День Вооружённых сил Украины                             | День Збройних сил України                                | 19 октября 1993 | празднуется     | Постановление Верховной Рады Украины №3528-XII, Закон Украины № 1934-XII, Закон Украины № 1932-XII | в честь создания Вооружённых сил Украины. |

В случае, когда праздничный или нерабочий день совпадает с выходным днем, выходной день переносится на следующий после праздничного или нерабочего. Однако если праздничный день совпадает с другим праздничным днем (обычно Пасха, которая может приходиться на 1 или 2 мая — в 2016, 2021, 2027, 2032), то дополнительного выходного не предоставляется.
Если между двумя официальными нерабочими днями имеется один или два рабочих дня, Кабинет Министров Украины во избежание пробелов между нерабочими днями и с целью эффективного использования рабочего времени обычно принимает официальное постановление с рекомендациями предприятиям, учреждениям и организациям перенести эти рабочие дни на одну из суббот (чтобы обеспечить непрерывное время отдыха).

### Религиозные праздники
Помимо Рождества, Пасхи и Троицы, локально отмечаются праздники религиозных общин и зарегистрированных неправославных конфессий Украины, с предоставлением верующим выходных до трёх дней в году, с отработкой в последующие дни.

### Отраслевые праздники
- третье воскресенье июля — День металлурга
- последнее воскресенье августа — День шахтёра
- первое воскресенье октября — День учителя
- 5 декабря — День статистики
- 16 июля — День бухгалтера
- 16 ноября — День работников радио, телевидения и связи

## Праздничные и выходные дни по годам
В таблицах ниже указаны дни недели и даты праздников и периоды выходных, определённые этими праздниками, в том числе перенесённые выходные в случае совпадения праздника и выходного и перенесённые рабочие дни для увеличения продолжительности непрерывного отдыха.

### 1990—1999
|      | Новый год               | Рождество      | Женский день   | Пасха (если в апреле) | Дни международной солидарности трудящихся | Пасха (если в мае)  | День Победы   | Троица         | День Конституции | День Независимости | Годовщина ВОСР  | Перенесённые рабочие дни |
| ---- | ----------------------- | -------------- | -------------- | --------------------- | ----------------------------------------- | ------------------- | ------------- | -------------- | ---------------- | ------------------ | --------------- | --- |
| 1990 | понедельник 1           | -              | четверг 8      | -                     | вт-ср 1 и 2                               | -                   | среда 9       | -              | воскресенье 7    | -                  | ср-чт 7 и 8     | 9 марта (пт) — 11 марта (вс) 30 апреля (пн) — 28 апреля (сб) 9 ноября (пт) — 11 ноября (вс) 31 декабря (пн) — 29 декабря (сб)                                                                                         |
| 1990 | 30 декабря-1 января (3) | -              | 8-10 марта (3) | -                     | 29 апреля-2 мая (4)                       | -                   | 9 мая (1)     | -              | 6-7 октября (2)  | -                  | 7-10 ноября (4) | 9 марта (пт) — 11 марта (вс) 30 апреля (пн) — 28 апреля (сб) 9 ноября (пт) — 11 ноября (вс) 31 декабря (пн) — 29 декабря (сб)                                                                                         |
| 1991 | вторник 1               | понедельник 7  | пятница 8      | воскресенье 7         | ср-чт 1 и 2                               | -                   | четверг 9     | воскресенье 26 | -                | вторник 16         | чт-пт 7 и 8     | 3 мая (пт) — 5 мая (вс) 10 мая (пт) — 12 мая (сб) 15 июля (пн) — 13 июля (сб) |
| 1991 | 30 декабря-1 января (3) | 5-7 января (3) | 8-10 марта (3) | 6-7 апреля (2)        | 1-4 мая (4)                               | -                   | 9-11 мая (3)  | 25-26 мая (2)  | -                | 14-16 июля (3)     | 7-10 ноября (4) | 3 мая (пт) — 5 мая (вс) 10 мая (пт) — 12 мая (сб) 15 июля (пн) — 13 июля (сб) |
| 1992 | среда 1                 | вторник 7      | воскресенье 8  | воскресенье 26        | пт-сб 1 и 2                               | -                   | суббота 9     | воскресенье 14 | -                | понедельник 24     | сб-вс 7 и 8     | 6 января (пн) — 4 января (сб) 27 апреля (пн) — 16 мая (сб) |
| 1992 | 1 января (1)            | 5-7 января (3) | 7-8 марта (2)  | 25-27 апреля (3)      | 1-3 мая (3)                               | -                   | 9-10 мая (2)  | 13-14 июня (2) | -                | 22-24 августа (3)  | 7-8 ноября (2)  | 6 января (пн) — 4 января (сб) 27 апреля (пн) — 16 мая (сб) |
| 1993 | пятница 1               | четверг 7      | понедельник 8  | воскресенье 18        | сб-вс 1 и 2                               | -                   | воскресенье 9 | воскресенье 6  | -                | вторник 24         | вс-пн 7 и 8     | 8 января (пт) — 10 января (вс) 23 августа (пн) — 21 августа (сб) |
| 1993 | 1-3 января (3)          | 7-9 января (3) | 6-8 марта (3)  | 17-18 апреля (2)      | 1-2 мая (2)                               | -                   | 8-9 мая (2)   | 5-6 июня (3)   | -                | 22-24 августа (3)  | 6-8 ноября (3)  | 8 января (пт) — 10 января (вс) 23 августа (пн) — 21 августа (сб) |
| 1994 | суббота 1               | пятница 7      | вторник 8      | -                     | вс-пн 1 и 2                               | воскресенье 1       | понедельник 9 | воскресенье 19 | -                | среда 24           | пн-вт 7 и 8     | 7 марта (пн) — 5 марта (сб) |
| 1994 | 1-2 января (2)          | 7-9 января (3) | 6-8 марта (3)  | -                     | 30 апреля-2 мая (3)                       | 30 апреля-2 мая (3) | 7-9 мая (3)   | 18-19 июня (2) | -                | 24 августа (1)     | 5-8 ноября (4)  | 7 марта (пн) — 5 марта (сб) |
| 1995 | воскресенье 1           | суббота 7      | среда 8        | воскресенье 23        | пн-вт 1 и 2                               | -                   | вторник 9     | воскресенье 11 | -                | четверг 24         | вт-ср 7 и 8     | 8 мая (пн) — 6 мая (сб) 25 августа (пт) — 27 августа (вс) 6 ноября (пн) — 4 ноября (сб) |
| 1995 | 31 декабря-1 января (2) | 7-8 января (2) | 8 марта (1)    | 22-24 апреля (3)      | 29 апреля-2 мая (4)                       | -                   | 7-9 мая (3)   | 10-12 июня (2) | -                | 24-26 августа (3)  | 5-8 ноября (4)  | 8 мая (пн) — 6 мая (сб) 25 августа (пт) — 27 августа (вс) 6 ноября (пн) — 4 ноября (сб) |
| 1996 | понедельник 1           | воскресенье 7  | пятница 8      | воскресенье 14        | ср-чт 1 и 2                               | -                   | четверг 9     | воскресенье 2  | -                | суббота 24         | чт-пт 7 и 8     | 3 мая (пт) — 5 мая (вс) 10 мая (пт) — 12 мая (сб) 2 января 1997 (чт) — 28 декабря 1996 (сб) 6 января (пн) — 4 января (сб) 8 января (ср) — 11 января (сб) 29 апреля (вт) — 19 апреля (сб) 30 апреля (ср) — 17 мая (сб) |
| 1996 | 30 декабря-1 января (3) | 6-8 января (3) | 8-10 марта (3) | 13-15 апреля (3)      | 1-4 мая (4)                               | -                   | 9-11 мая (3)  | 1-3 июня (3)   | -                | 24-26 августа (3)  | 7-10 ноября (4) | 3 мая (пт) — 5 мая (вс) 10 мая (пт) — 12 мая (сб) 2 января 1997 (чт) — 28 декабря 1996 (сб) 6 января (пн) — 4 января (сб) 8 января (ср) — 11 января (сб) 29 апреля (вт) — 19 апреля (сб) 30 апреля (ср) — 17 мая (сб) |
| 1997 | среда 1                 | вторник 7      | суббота 8      | воскресенье 27        | чт-пт 1 и 2                               | -                   | пятница 9     | воскресенье 15 | суббота 28       | воскресенье 24     | пт-сб 7 и 8     | 3 мая (пт) — 5 мая (вс) 10 мая (пт) — 12 мая (сб) 2 января 1997 (чт) — 28 декабря 1996 (сб) 6 января (пн) — 4 января (сб) 8 января (ср) — 11 января (сб) 29 апреля (вт) — 19 апреля (сб) 30 апреля (ср) — 17 мая (сб) |
| 1997 | 1-2 января (2)          | 5-8 января (4) | 8-10 марта (3) | 26 апреля-4 мая (9)   | 26 апреля-4 мая (9)                       | -                   | 9-11 мая (3)  | 14-16 июня (3) | 28-30 июня (3)   | 23-25 августа (3)  | 7-10 ноября (4) | 3 мая (пт) — 5 мая (вс) 10 мая (пт) — 12 мая (сб) 2 января 1997 (чт) — 28 декабря 1996 (сб) 6 января (пн) — 4 января (сб) 8 января (ср) — 11 января (сб) 29 апреля (вт) — 19 апреля (сб) 30 апреля (ср) — 17 мая (сб) |
| 1998 | четверг 1               | среда 7        | воскресенье 8  | воскресенье 19        | пт-сб 1 и 2                               | -                   | суббота 9     | воскресенье 7  | воскресенье 28   | понедельник 24     | сб-вс 7 и 8     | 2 января (пт) — 4 января (вс) |
| 1998 | 1-3 января (3)          | 7 января (1)   | 7-8 марта (2)  | 18-19 апреля (2)      | 1-3 мая (3)                               | -                   | 9-10 мая (2)  | 6-7 июня (2)   | 27-28 июня (2)   | 22-24 августа (3)  | 7-8 ноября (2)  | 2 января (пт) — 4 января (вс) |
| 1999 | пятница 1               | четверг 7      | понедельник 8  | воскресенье 11        | сб-вс 1 и 2                               | -                   | воскресенье 9 | воскресенье 30 | понедельник 28   | вторник 24         | вс-пн 7 и 8     | 8 января (пт) — 10 января (вс) 12 апреля (пн) — 24 апреля (сб) 23 августа (пн) — 21 августа (сб) |
| 1999 | 1-3 января (3)          | 7-9 января (3) | 6-8 марта (3)  | 10-12 апреля (3)      | 1-4 мая (4)                               | -                   | 8-10 мая (3)  | 29-31 мая (3)  | 26-28 июня (3)   | 22-24 августа (3)  | 6-9 ноября (4)  | 8 января (пт) — 10 января (вс) 12 апреля (пн) — 24 апреля (сб) 23 августа (пн) — 21 августа (сб) |

### 2000—2014
|      | Новый год                | Рождество                | Женский день   | Пасха (если в апреле) | Дни международной солидарности трудящихся | Пасха (если в мае)  | День Победы   | Троица         | День Конституции     | День Независимости | Перенесённые рабочие дни |
| ---- | ------------------------ | ------------------------ | -------------- | --------------------- | ----------------------------------------- | ------------------- | ------------- | -------------- | -------------------- | ------------------ | --- |
| 2000 | суббота 1                | пятница 7                | среда 8        | воскресенье 30        | пн-вт 1 и 2                               | -                   | вторник 9     | воскресенье 18 | среда 28             | четверг 24         | 8 мая (пн) — 6 мая (сб) 25 августа (пт) — 27 августа (вс) |
| 2000 | 1-3 января (3)           | 7-9 января (3)           | 8 марта (1)    | 29 апреля-3 мая (5)   | 29 апреля-3 мая (5)                       | -                   | 7-9 мая (3)   | 17-19 июня (3) | 28 июня (1)          | 24-26 августа (3)  | 8 мая (пн) — 6 мая (сб) 25 августа (пт) — 27 августа (вс) |
| 2001 | понедельник 1            | воскресенье 7            | четверг 8      | воскресенье 15        | вт-ср 1 и 2                               | -                   | среда 9       | воскресенье 3  | четверг 28           | пятница 24         | 9 марта (пт) — 11 марта (вс) 30 апреля (пн) — 28 апреля (сб) 10 мая (чт) — 5 мая (сб) 11 мая (пт) — 6 мая (вс) 29 июня (пт) — 23 июня (сб) 31 декабря (пн) — 29 декабря (сб)                                                                            |
| 2001 | 30 декабря-1 января (3)  | 6-8 января (3)           | 8-10 марта (3) | 14-16 апреля (3)      | 29 апреля-2 мая (4)                       | -                   | 9-13 мая (5)  | 2-4 июня (3)   | 28 июня-1 июля (4)   | 24-26 августа (3)  | 9 марта (пт) — 11 марта (вс) 30 апреля (пн) — 28 апреля (сб) 10 мая (чт) — 5 мая (сб) 11 мая (пт) — 6 мая (вс) 29 июня (пт) — 23 июня (сб) 31 декабря (пн) — 29 декабря (сб)                                                                            |
| 2002 | вторник 1                | понедельник 7            | пятница 8      | -                     | ср-чт 1 и 2                               | воскресенье 5       | четверг 9     | воскресенье 23 | пятница 28           | суббота 24         | 3 мая (пт) — 11 мая (сб) 30 декабря (пн) — 28 декабря (сб) 31 декабря (вт) — 29 декабря (вс) |
| 2002 | 30 декабря-1 января (3)  | 5-7 января (3)           | 8-10 марта (3) | -                     | 1-6 мая (6)                               | 1-6 мая (6)         | 9 мая (1)     | 22-24 июня (3) | 28-30 июня (3)       | 24-26 августа (3)  | 3 мая (пт) — 11 мая (сб) 30 декабря (пн) — 28 декабря (сб) 31 декабря (вт) — 29 декабря (вс) |
| 2003 | среда 1                  | вторник 7                | суббота 8      | воскресенье 27        | чт-пт 1 и 2                               | -                   | пятница 9     | воскресенье 15 | суббота 28           | воскресенье 24     | 6 января (пн) — 4 января (сб) |
| 2003 | 30 декабря-1 января (3)  | 5-7 января (3)           | 8-10 марта (3) | 26-28 апреля (3)      | 1-4 мая (4)                               | -                   | 9-11 мая (3)  | 14-16 июня (3) | 28-30 июня (3)       | 23-25 августа (3)  | 6 января (пн) — 4 января (сб) |
| 2004 | четверг 1                | среда 7                  | понедельник 8  | воскресенье 11        | сб-вс 1 и 2                               | -                   | воскресенье 9 | воскресенье 30 | понедельник 28       | вторник 24         | 2 января (пт) — 10 января (сб) 5 января (пн) — 24 января (сб) 6 января (вт) — 7 февраля (сб) 23 августа (пн) — 21 августа (сб) |
| 2004 | 1-7 января (7)           | 1-7 января (7)           | 6-8 марта (3)  | 10-12 апреля (3)      | 1-4 мая (4)                               | -                   | 8-10 мая (3)  | 29-31 мая (3)  | 26-28 июня (3)       | 22-24 августа (3)  | 2 января (пт) — 10 января (сб) 5 января (пн) — 24 января (сб) 6 января (вт) — 7 февраля (сб) 23 августа (пн) — 21 августа (сб) |
| 2005 | суббота 1                | пятница 7                | вторник 8      | -                     | вс-пн 1 и 2                               | воскресенье 1       | понедельник 9 | воскресенье 19 | вторник 28           | среда 24           | 7 марта (пн) — 5 марта (сб) 27 июня (пн) — 25 июня (сб) |
| 2005 | 1-3 января (3)           | 7-9 января (3)           | 6-8 марта (3)  | -                     | 30 апреля-3 мая (4)                       | 30 апреля-3 мая (4) | 7-9 мая (3)   | 11-13 июня (3) | 26-28 июня (3)       | 24 августа (1)     | 7 марта (пн) — 5 марта (сб) 27 июня (пн) — 25 июня (сб) |
| 2006 | воскресенье 1            | суббота 7                | среда 8        | воскресенье 23        | пн-вт 1 и 2                               | -                   | вторник 9     | воскресенье 11 | среда 28             | четверг 24         | 3 января (пн) — 21 января (сб) 4 января (вт) — 4 февраля (сб) 5 января (чт) — 18 февраля (сб) 6 января (пт) — 11 марта (сб) 8 мая (пн) — 6 мая (сб) 25 августа (пт) — 9 сентября (сб)                                                                   |
| 2006 | 31 декабря-9 января (10) | 31 декабря-9 января (10) | 8 марта (1)    | 22-24 апреля (3)      | 29 апреля-2 мая (4)                       | -                   | 7-9 мая (3)   | 10-12 июня (3) | 28 июня (1)          | 24-27 августа (4)  | 3 января (пн) — 21 января (сб) 4 января (вт) — 4 февраля (сб) 5 января (чт) — 18 февраля (сб) 6 января (пт) — 11 марта (сб) 8 мая (пн) — 6 мая (сб) 25 августа (пт) — 9 сентября (сб)                                                                   |
| 2007 | понедельник 1            | воскресенье 7            | четверг 8      | воскресенье 8         | вт-ср 1 и 2                               | -                   | среда 9       | воскресенье 27 | четверг 28           | пятница 24         | 2 января (пн) — 20 января (сб) 3 января (вт) — 27 января (сб) 4 января (чт) — 10 февраля (сб) 5 января (пт) — 24 февраля (сб) 9 марта (пт) — 3 марта (сб) 30 апреля (пн) — 28 апреля (сб) 29 июня (пт) — 16 июня (сб) 31 декабря (пн) — 29 декабря (сб) |
| 2007 | 30 декабря-8 января (10) | 30 декабря-8 января (10) | 8-11 марта (4) | 6-8 апреля (3)        | 29 апреля-2 мая (4)                       | -                   | 9 мая (1)     | 26-28 мая (3)  | 28 июня-1 июля (4)   | 24-26 августа (3)  | 2 января (пн) — 20 января (сб) 3 января (вт) — 27 января (сб) 4 января (чт) — 10 февраля (сб) 5 января (пт) — 24 февраля (сб) 9 марта (пт) — 3 марта (сб) 30 апреля (пн) — 28 апреля (сб) 29 июня (пт) — 16 июня (сб) 31 декабря (пн) — 29 декабря (сб) |
| 2008 | вторник 1                | понедельник 7            | суббота 8      | воскресенье 27        | чт-пт 1 и 2                               | -                   | пятница 9     | воскресенье 15 | суббота 28           | воскресенье 24     | 2 января (ср) — 12 января (сб) 3 января (чт) — 26 января (сб) 4 января (пт) — 9 февраля (сб) 29 апреля (вт) — 17 мая (сб) 30 апреля (ср) — 31 мая (сб)                                                                                                  |
| 2008 | 30 декабря-7 января (9)  | 30 декабря-7 января (9)  | 8-10 марта (3) | 26 апреля-4 мая (9)   | 26 апреля-4 мая (9)                       | -                   | 9-11 мая (3)  | 14-16 июня (3) | 28-30 июня (3)       | 23-25 августа (3)  | 2 января (ср) — 12 января (сб) 3 января (чт) — 26 января (сб) 4 января (пт) — 9 февраля (сб) 29 апреля (вт) — 17 мая (сб) 30 апреля (ср) — 31 мая (сб)                                                                                                  |
| 2009 | четверг 1                | среда 7                  | воскресенье 8  | воскресенье 19        | пт-сб 1 и 2                               | -                   | суббота 9     | воскресенье 7  | воскресенье 28       | понедельник 24     | 2 января (пт) — 10 января (сб) 5 января (пн) — 24 января (сб) 6 января (вт) — 7 февраля (сб) |
| 2009 | 1-7 января (7)           | 1-7 января (7)           | 7-9 марта (3)  | 18-20 апреля (3)      | 1-4 мая (4)                               | -                   | 9-11 мая (3)  | 6-8 июня (3)   | 27-29 июня (3)       | 22-24 августа (3)  | 2 января (пт) — 10 января (сб) 5 января (пн) — 24 января (сб) 6 января (вт) — 7 февраля (сб) |
| 2010 | пятница 1                | четверг 7                | понедельник 8  | воскресенье 4         | сб-вс 1 и 2                               | -                   | воскресенье 9 | воскресенье 23 | понедельник 28       | вторник 24         | 4 января (пн) — 30 января (сб) 5 января (вт) — 13 февраля (сб) 6 января (ср) — 27 февраля (сб) 8 января (пт) — 13 марта (сб) 23 августа (пн) — 21 августа (сб)                                                                                          |
| 2010 | 1-10 января (10)         | 1-10 января (10)         | 6-8 марта (3)  | 3-5 апреля (3)        | 1-4 мая (4)                               | -                   | 8-10 мая (3)  | 22-24 мая (3)  | 26-28 июня (3)       | 22-24 августа (3)  | 4 января (пн) — 30 января (сб) 5 января (вт) — 13 февраля (сб) 6 января (ср) — 27 февраля (сб) 8 января (пт) — 13 марта (сб) 23 августа (пн) — 21 августа (сб)                                                                                          |
| 2011 | суббота 1                | пятница 7                | вторник 8      | воскресенье 24        | вс-пн 1 и 2                               | -                   | понедельник 9 | воскресенье 12 | вторник 28           | среда 24           | 7 марта (пн) — 12 марта (сб) 27 июня (пн) — 25 июня (сб) |
| 2011 | 1-3 января (3)           | 7-9 января (3)           | 5-8 марта (4)  | 23-25 апреля (3)      | 30 апреля-3 мая (4)                       | -                   | 7-9 мая (3)   | 11-13 июня (3) | 26-28 июня (3)       | 24 августа (1)     | 7 марта (пн) — 12 марта (сб) 27 июня (пн) — 25 июня (сб) |
| 2012 | воскресенье 1            | суббота 7                | четверг 8      | воскресенье 15        | вт-ср 1 и 2                               | -                   | среда 9       | воскресенье 3  | четверг 28           | пятница 24         | 9 марта (пт) — 3 марта (сб) 30 апреля (пн) — 28 апреля (сб) 29 июня (пт) — 7 июля (сб) 31 декабря (пн) — 29 декабря (сб) |
| 2012 | 31 декабря-2 января (3)  | 7-9 января (3)           | 8-11 марта (4) | 14-16 апреля (3)      | 29 апреля-2 мая (4)                       | -                   | 9 мая (1)     | 2-4 июня (3)   | 28 июня - 1 июля (4) | 24-26 августа (3)  | 9 марта (пт) — 3 марта (сб) 30 апреля (пн) — 28 апреля (сб) 29 июня (пт) — 7 июля (сб) 31 декабря (пн) — 29 декабря (сб) |
| 2013 | вторник 1                | понедельник 7            | пятница 8      | -                     | ср-чт 1 и 2                               | воскресенье 5       | четверг 9     | воскресенье 23 | пятница 28           | суббота 24         | 3 мая (пт) — 18 мая (сб) 10 мая (пт) — 1 июня (сб) |
| 2013 | 30 декабря-1 января (3)  | 5-7 января (3)           | 8-10 марта (3) | -                     | 1-6 мая (6)                               | 1-6 мая (6)         | 9-12 мая (4)  | 22-24 июня (3) | 28-30 июня (3)       | 24-26 августа (3)  | 3 мая (пт) — 18 мая (сб) 10 мая (пт) — 1 июня (сб) |
| 2014 | среда 1                  | вторник 7                | суббота 8      | воскресенье 20        | чт-пт 1 и 2                               | -                   | пятница 9     | воскресенье 8  | суббота 28           | воскресенье 24     | 2 января (чт) — 11 января (сб) 3 января (пт) — 25 января (сб) 6 января (пн) — 8 февраля (сб) |
| 2014 | 1-7 января (7)           | 1-7 января (7)           | 8-10 марта (3) | 19-21 апреля (3)      | 1-4 мая (4)                               | -                   | 9-11 мая (3)  | 7-9 июня (3)   | 28-30 июня (3)       | 23-25 августа (3)  | 2 января (чт) — 11 января (сб) 3 января (пт) — 25 января (сб) 6 января (пн) — 8 февраля (сб) |

### 2015—2025
|      | Новый год               | Рождество (по юлианскому календарю) | Женский день   | Пасха (если в апреле) | День труда          | Пасха (если в мае)  | День победы над нацизмом | Троица            | День Конституции   | День Государ- ственности | День Независимости | День защитника / защитников и защитниц | Рождество         | Перенесённые рабочие дни |
| ---- | ----------------------- | ----------------------------------- | -------------- | --------------------- | ------------------- | ------------------- | ------------------------ | ----------------- | ------------------ | ------------------------ | ------------------ | -------------------------------------- | ----------------- | --- |
| 2015 | четверг 1               | среда 7                             | воскресенье 8  | воскресенье 12        | пт-сб 1 и 2         | -                   | суббота 9                | воскресенье 31    | воскресенье 28     | -                        | понедельник 24     | среда 14                               | -                 | 2 января (пт) — 17 января (сб) 8 января (чт) — 31 января (сб) 8 января (пт) — 14 февраля (сб)                                                           |
| 2015 | 1-4 января (4)          | 7-11 января (5)                     | 7-9 марта (3)  | 11-13 апреля (3)      | 1-4 мая (4)         | -                   | 9-11 мая (3)             | 30 мая-1 июня (3) | 27-29 июня (3)     | -                        | 22-24 августа (3)  | 14 октября (1)                         | -                 | 2 января (пт) — 17 января (сб) 8 января (чт) — 31 января (сб) 8 января (пт) — 14 февраля (сб)                                                           |
| 2016 | пятница 1               | четверг 7                           | вторник 8      | -                     | вс-пн 1 и 2         | воскресенье 1       | понедельник 9            | воскресенье 19    | вторник 28         | -                        | среда 24           | пятница 14                             | -                 | 8 января (пт) — 16 января (сб) 7 марта (пн) — 12 марта (сб) 27 июня (пн) — 2 июля (сб)                                                                  |
| 2016 | 1-3 января (3)          | 7-10 января (4)                     | 5-8 марта (4)  | -                     | 30 апреля-3 мая (4) | 30 апреля-3 мая (4) | 7-9 мая (3)              | 18-20 июня (3)    | 25-28 июня (4)     | -                        | 24 августа (1)     | 14-16 октября (3)                      | -                 | 8 января (пт) — 16 января (сб) 7 марта (пн) — 12 марта (сб) 27 июня (пн) — 2 июля (сб)                                                                  |
| 2017 | воскресенье 1           | суббота 7                           | среда 8        | воскресенье 16        | пн-вт 1 и 2         | -                   | вторник 9                | воскресенье 4     | среда 28           | -                        | четверг 24         | суббота 14                             | понедельник 25    | 8 мая (пн) — 13 мая (сб) 25 августа (пт) — 19 августа (сб)                                                                                              |
| 2017 | 31 декабря-2 января (3) | 7-9 января (3)                      | 8 марта (1)    | 15-17 апреля (3)      | 29 апреля-2 мая (4) | -                   | 6-9 мая (4)              | 3-5 июня (3)      | 28 июня (1)        | -                        | 24-27 августа (4)  | 14-16 октября (3)                      | 23-25 декабря (3) | 8 мая (пн) — 13 мая (сб) 25 августа (пт) — 19 августа (сб)                                                                                              |
| 2018 | понедельник 1           | воскресенье 7                       | четверг 8      | воскресенье 8         | вторник 1           | -                   | среда 9                  | воскресенье 27    | четверг 28         | -                        | пятница 24         | воскресенье 14                         | вторник 25        | 9 марта (пт) — 3 марта (сб) 30 апреля (пн) — 5 мая (сб) 29 июня (пт) — 23 июня (сб) 24 декабря (пн) — 22 декабря (сб) 31 декабря (пн) — 29 декабря (сб) |
| 2018 | 30 декабря-1 января (3) | 6-8 января (3)                      | 8-11 марта (4) | 7-9 апреля (3)        | 28 апреля-1 мая (4) | -                   | 9 мая (1)                | 26-28 мая (3)     | 28 июня-1 июля (4) | -                        | 24-26 августа (3)  | 13-15 октября (3)                      | 23-25 декабря (3) | 9 марта (пт) — 3 марта (сб) 30 апреля (пн) — 5 мая (сб) 29 июня (пт) — 23 июня (сб) 24 декабря (пн) — 22 декабря (сб) 31 декабря (пн) — 29 декабря (сб) |
| 2019 | вторник 1               | понедельник 7                       | пятница 8      | воскресенье 28        | среда 1             | -                   | четверг 9                | воскресенье 16    | пятница 28         | -                        | суббота 24         | понедельник 14                         | среда 25          | 30 апреля (вт) — 11 мая (сб)30 декабря (пн) — 21 декабря (сб) 31 декабря (вт) — 28 декабря (сб)                                                         |
| 2019 | 30 декабря-1 января (3) | 5-7 января (3)                      | 8-10 марта (3) | 27 апреля-1 мая (5)   | 27 апреля-1 мая (5) | -                   | 9 мая (1)                | 15-17 июня (3)    | 28-30 июня (3)     | -                        | 24-26 августа (3)  | 12-14 октября (3)                      | 25 декабря (1)    | 30 апреля (вт) — 11 мая (сб)30 декабря (пн) — 21 декабря (сб) 31 декабря (вт) — 28 декабря (сб)                                                         |
| 2020 | среда 1                 | вторник 7                           | воскресенье 8  | воскресенье 19        | пятница 1           | -                   | суббота 9                | воскресенье 7     | воскресенье 28     | -                        | понедельник 24     | среда 14                               | пятница 25        | 6 января (пн) — 11 января (сб) |
| 2020 | 29 декабря-1 января (4) | 4-7 января (4)                      | 7-9 марта (3)  | 18-20 апреля (3)      | 1-3 мая (3)         | -                   | 9-11 мая (3)             | 6-8 июня (3)      | 27-29 июня (3)     | -                        | 22-24 августа (3)  | 14 октября (1)                         | 25-27 декабря (3) | 6 января (пн) — 11 января (сб) |
| 2021 | пятница 1               | четверг 7                           | понедельник 8  | -                     | суббота 1           | воскресенье 2       | воскресенье 9            | воскресенье 20    | понедельник 28     | -                        | вторник 24         | четверг 14                             | суббота 25        | 8 января (пт) — 16 января (сб) 23 августа (пн) — 28 августа (сб) 15 октября (пт) — 23 октября (сб)                                                      |
| 2021 | 1-3 января (3)          | 7-10 января (4)                     | 6-8 марта (3)  | -                     | 1-4 мая (4)         | 1-4 мая (4)         | 8-10 мая (3)             | 19-21 июня (3)    | 26-28 июня (3)     | -                        | 21-24 августа (4)  | 14-17 октября (4)                      | 25-27 декабря (3) | 8 января (пт) — 16 января (сб) 23 августа (пн) — 28 августа (сб) 15 октября (пт) — 23 октября (сб)                                                      |
| 2022 | суббота 1               | пятница 7                           | вторник 8      | воскресенье 24        | воскресенье 1       | -                   | понедельник 9            | воскресенье 12    | вторник 28         | четверг 28               | среда 24           | пятница 14                             | воскресенье 25    | 7 марта (пн) — 12 марта (сб) 27 июня (пн) — 2 июля (сб)                                                                                                 |
| 2022 | 1-3 января (3)          | 7-9 января (3)                      | 5-8 марта (4)  | -                     | -                   | -                   | -                        | -                 | -                  | -                        | -                  | -                                      | -                 | 7 марта (пн) — 12 марта (сб) 27 июня (пн) — 2 июля (сб)                                                                                                 |
| 2023 | воскресенье 1           | суббота 7                           | среда 8        | воскресенье 16        | понедельник 1       | -                   | вторник 9                | воскресенье 4     | среда 28           | пятница 28               | четверг 24         | воскресенье 1                          | понедельник 25    | |
| 2023 | -                       | -                                   | -              | -                     | -                   | -                   | -                        | -                 | -                  | -                        | -                  | -                                      | -                 | |
| 2024 | понедельник 1           | -                                   | пятница 8      | -                     | среда 1             | воскресенье 5       | среда 8                  | воскресенье 23    | пятница 28         | понедельник 15           | суббота 24         | вторник 1                              | среда 25          | |
| 2024 | -                       | -                                   | -              | -                     | -                   | -                   | -                        | -                 | -                  | -                        | -                  | -                                      | -                 | |
| 2025 | среда 1                 | -                                   | суббота 8      | воскресенье 20        | четверг 1           | -                   | четверг 8                | воскресенье 8     | суббота 28         | вторник 15               | воскресенье 24     | среда 1                                | четверг 25        | |
| 2025 | -                       | -                                   | 8-10 марта (3) | 19-21 апреля (3)      | 1 мая (1)           | -                   | 8 мая (1)                | 7-9 июня (3)      | 28-30 июня (3)     | 15 июля (1)              | 23-25 августа (3)  | 1 октября (1)                          | 25 декабря (1)    | |